# Manaus
Manaus (wym. [maˈnaws]) – miasto w Brazylii, największe miasto Amazonii, przeżywające rozkwit na przełomie XIX i XX wieku oraz ponownie współcześnie. Jest stolicą stanu Amazonas w Regionie Północnym.

## Geografia
Manaus leży nad rzeką Rio Negro, w  miejscu łączenia się rzek Solimões i Rio Negro, które tworzą Amazonkę, w środku Puszczy Amazońskiej. Jest oddalone ok. 1200 km od wybrzeża.

## Gospodarka
Jest portem bezcłowym, co pozwoliło Manaus stać się najbardziej znaczącym portem na rozległym systemie rzecznym Amazonii, dostępnym także dla statków morskich. W mieście rozwinął się przemysł spożywczy, włókienniczy, skórzany, rafineryjny oraz hutniczy.

## Religia
Jest siedzibą rzymskokatolickiego arcybiskupstwa Manaus.

## Historia
Manaus rozpoczęło swoje istnienie jako mały fort, São José da Barra, założony przez portugalskich osadników dla obrony przed hiszpańskimi najeźdźcami przybywającymi Amazonką. W listopadzie 1832 roku osadzie przyznano prawa wioski i nadano nazwę Manaus, w nawiązaniu do plemienia Manaos, które niegdyś zamieszkiwało te tereny. W lokalnym języku słowo to oznacza „Matkę Boga”. 24 października 1848 Manaus dostało prawa miejskie oraz nazwę Cidade da Barra do Rio Negro. W 1850 r. Amazonia stała się prowincją Brazylii, zaś miasto w 1856 r. ponownie zmieniło nazwę na Cidade de Manaus.
W latach od 1890 do 1920 miasto przeżywało swój złoty okres z powodu zwiększonego zapotrzebowania na kauczuk naturalny po wynalezieniu procesu wulkanizacji. Zapotrzebowanie na kauczuk napędzała rodząca się motoryzacja, a kauczuk był równie ważny jak kawa w brazylijskim eksporcie. Swój rozwój miasto zawdzięczało m.in. portowi rzecznemu z pływającymi nabrzeżami, dostępnemu dla statków oceanicznych, którego budowę ukończyła w 1902 r. firma polskiego inżyniera Bronisława Rymkiewicza. Dzięki ogromnym pieniądzom Manaus jako pierwsze miasto w Ameryce Południowej miało zelektryfikowany transport publiczny i pierwszy system telefoniczny w Amazonii. Symbolem ówczesnych możliwości miasta jest bogato przyozdobiony gmach opery, do którego sprowadzano śpiewaków z Mediolanu. Kauczuk uczynił z wielu milionerów, imigranci z północno-wschodniej Brazylii przybywali, aby się wzbogacić. Rozwój miasta został wkrótce zahamowany z powodu zdobycia przez Anglika Henry’ego Wickhama w 1876 nasion kauczukowca brazylijskiego (Hevea brasiliensis) i założeniu plantacji przez Brytyjczyków w południowo-wschodniej Azji. W 1913 cena kauczuku spadła poniżej 1/4 rekordowych cen z 1910. Do tego w 1920 wynaleziono kauczuk syntetyczny. Wszystko to spowodowało gwałtowny spadek cen kauczuku na światowym rynku i w konsekwencji zubożenie miasta.
Miasto podniosło się znowu, kiedy w 1966 rząd Brazylii ogłosił je portem bezcłowym. Wówczas zagraniczni przemysłowcy zaczęli sprowadzanie półproduktów wolnych od podatków i montowanie ich na miejscu. Wokół miasta zaczęły powstawać nowe fabryki.

## Populacja
- Wykres liczby ludności na podstawie danych zebranych przez Instituto Brasileiro de Geografia e Estatística (w tys.)

## Infrastruktura

### Lotniska
W granicach miasta znajduje się międzynarodowy port lotniczy Manaus, który w 2010 roku obsłużyło około 2,7 mln pasażerów. Został otwarty w 1976 roku i zastąpił dotychczasowe lotnisko w Manaus, Ponta Pelada, które obecnie wykorzystywane jest wyłącznie do celów wojskowych.

### Arena Amazônia

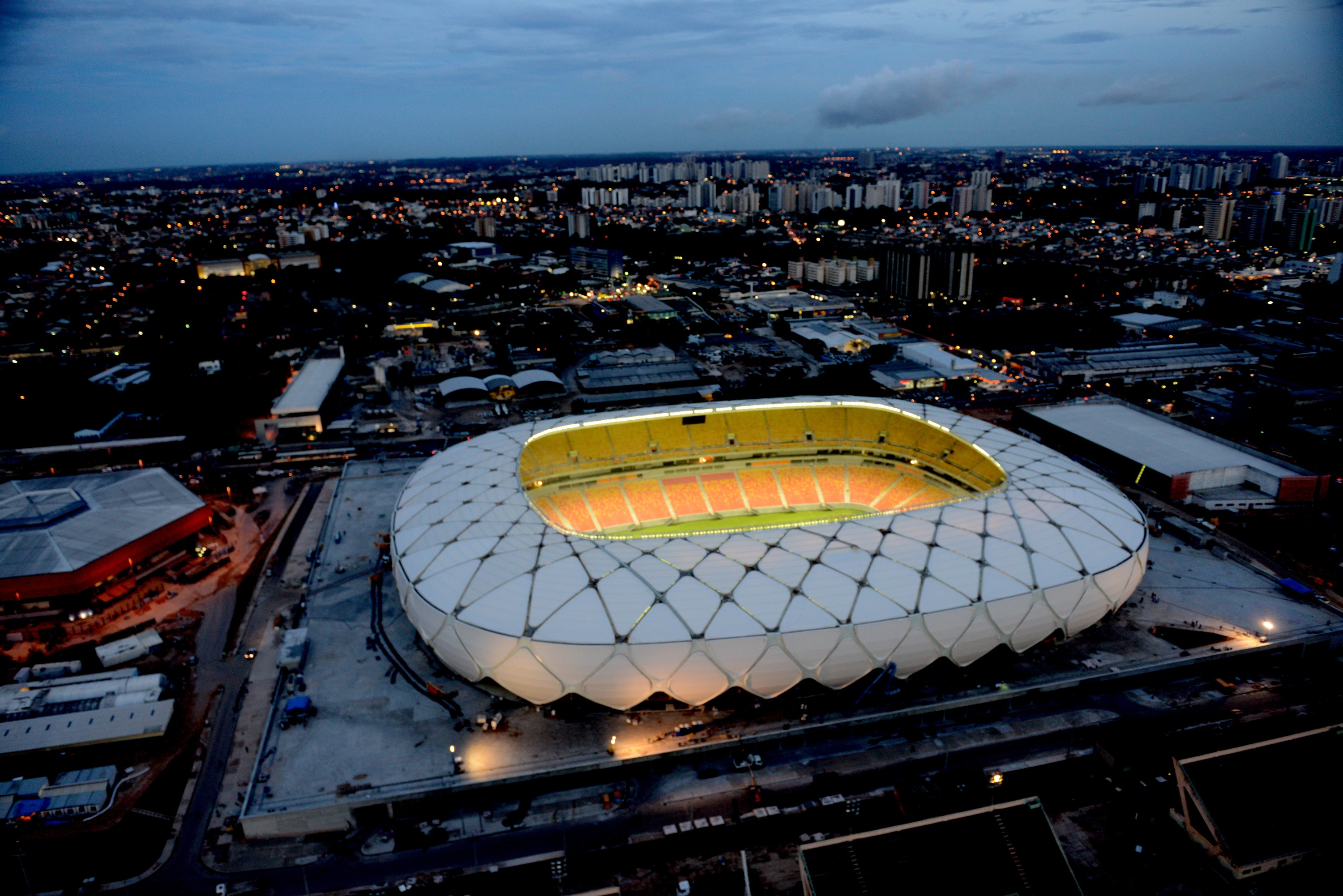
Arena Amazônia

W Manaus zbudowany został nowoczesny stadion piłkarski, Arena Amazônia, który był miejscem rozgrywania 4 meczów Mistrzostw Świata w piłce nożnej w 2014 roku. Jego pojemność wynosi 40 549 miejsc. Został zbudowany w miejscu starego stadionu Estádio Vivaldo Lima. Wielu piłkarzy narzeka na trudne warunki do gry spowodowane wysoką temperaturą i wilgotnością, wynikającą z położenia Manaus w samym sercu Puszczy Amazońskiej.

## Atrakcje turystyczne

### Puszcza Amazońska
Bezpośrednia bliskość Puszczy Amazońskiej, a także gorący klimat, sprawia, że Manaus jest tłumnie odwiedzane przez turystów z całego świata. Przybywający do miasta są często zainteresowani tropikalną fauną i florą.
W pobliżu Manaus żyje zagrożony wyginięciem gatunek ssaka, Tamaryna dwubarwna.

### Rio Negro

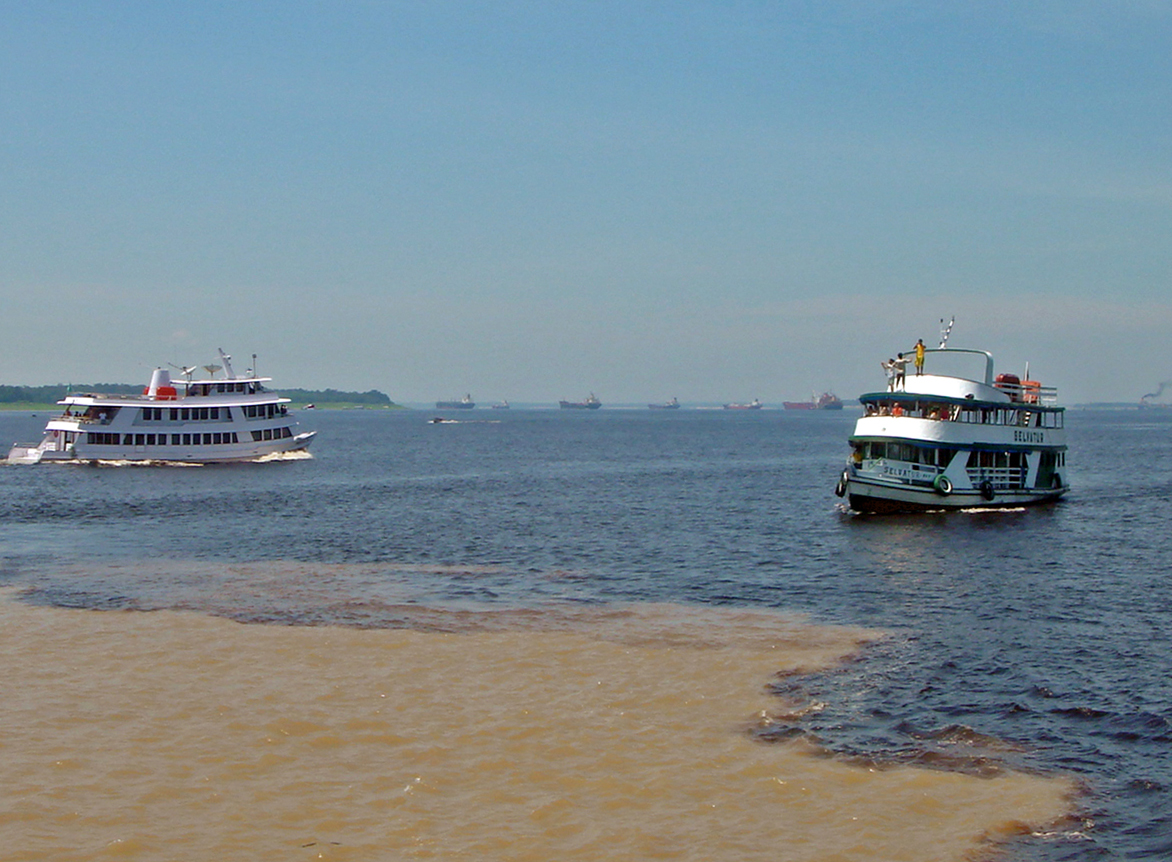
Mieszanie się wód

Kolejną atrakcją turystyczną są wycieczki łódkami wzdłuż rzeki Rio Negro. W pobliżu Manaus, łączy się ona z Solimões. Ponieważ wody tych rzek mają zupełnie inne kolory (ciemniejszy i jaśniejszy), mieszanie się ich daje ciekawy efekt.

### Zoo
W Manaus znajduje się publiczny ogród zoologiczny, w którym znajduje się wiele gatunków zwierząt z Amazonii.

### Opera w Manaus
Opera w Manaus (port. Teatro Amazonas) powstała w 1896 roku z inicjatywy ludzi trudniących się handlem kauczukiem. Jest w stanie pomieścić 701 osób. Do jej budowy użyto materiałów ściągniętych z Europy.

## Galeria

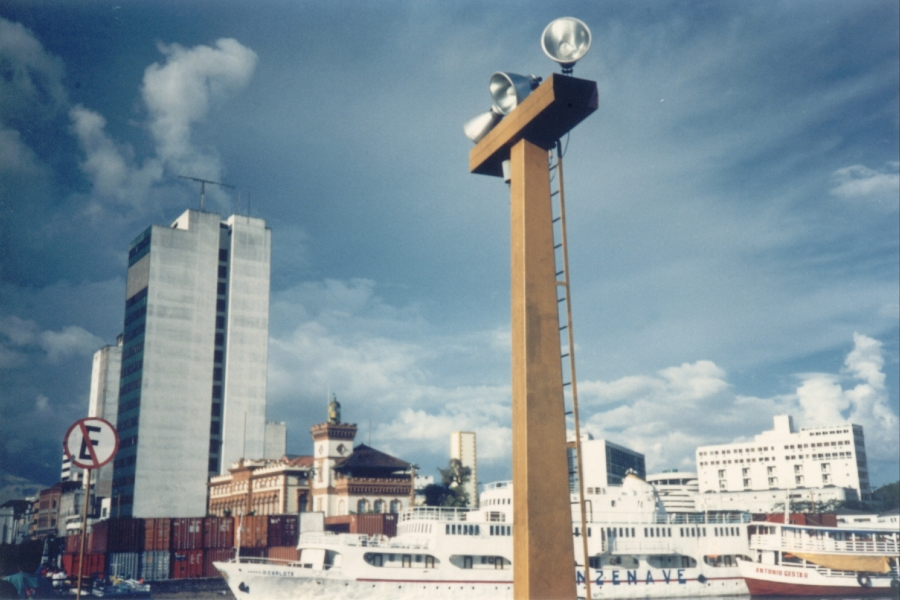
Port w Manaus
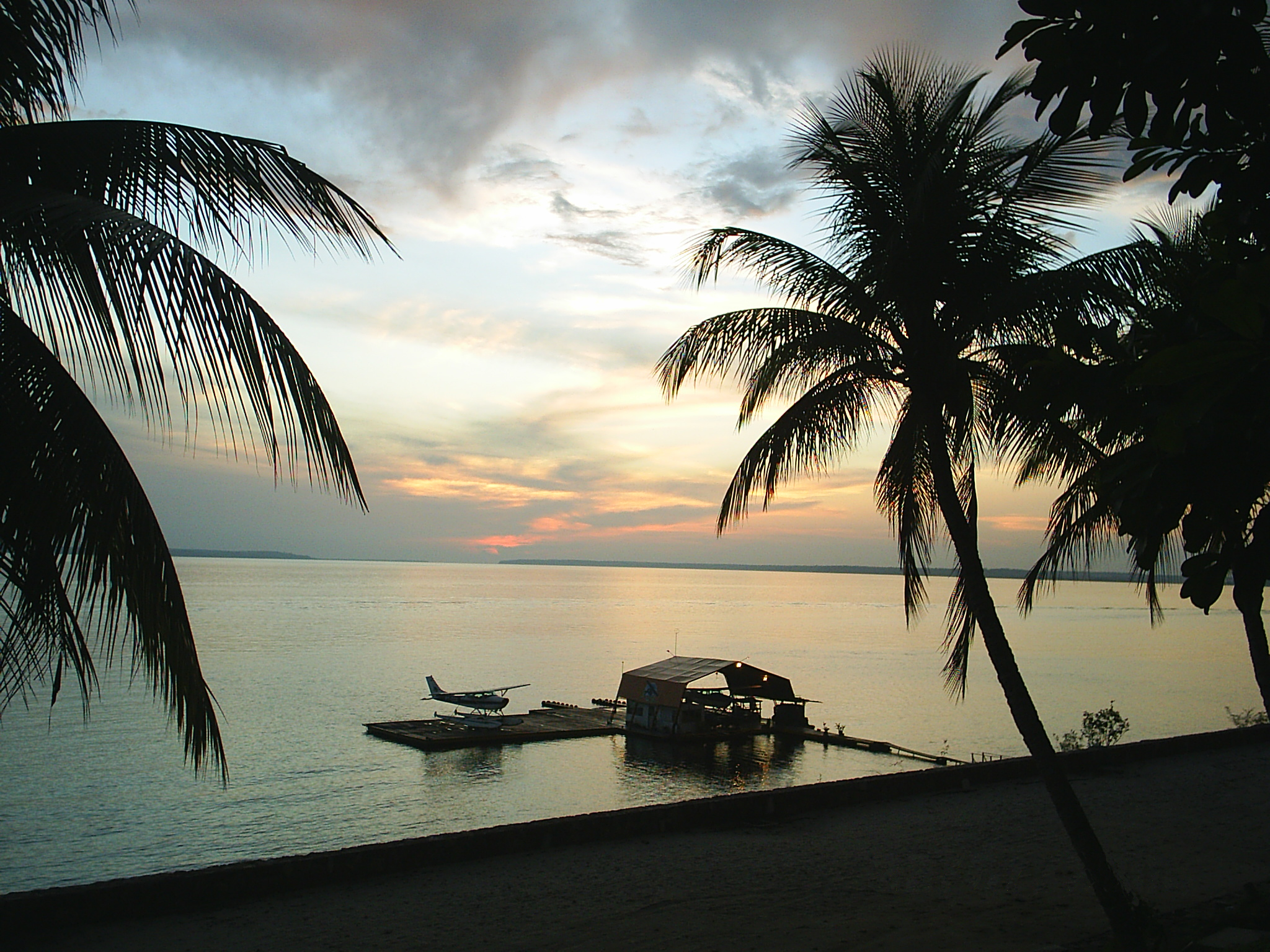
Rio Negro

## Osoby związane z Manaus
- Antônio Pizzonia - kierowca wyścigowy
- José Aldo - zawodnik MMA

## Miasta partnerskie[2]
- Belém
- Goiânia
- Charlotte
- Santo Domingo
- Perugia
- Szanghaj